# Mujeres de negro
Mujeres de negro é uma telenovela mexicana produzida por Carlos Moreno Laguillo e exibida pelo Las Estrellas entre 22 de agosto  e 30 de outubro de 2016, substituindo Por siempre Joan Sebastian e sendo substituída por Sin rastro de ti, no horário nobre. A trama é uma adaptação da série Viudas negras.
É protagonizada por Mayrín Villanueva, Alejandra Barros, Ximena Herrera e Diego Olivera, e com participações especiais de Alexis Ayala, Mark Tacher e Francisco Gattorno e antagonizada por Arturo Peniche, Leticia Calderón e Bruno Bichir.

Foi exibida pelo canal pago TLN Network, em Angola e Moçambique, entre  7 de novembro de 2022 a 15 de janeiro de 2023, substituindo Manancial e sendo substituída por Antes morta que lichita.

## Sinopse
Vanessa, Jackie e Katia são três mulheres com uma vida aparentemente cômoda e, seus casamentos diante dos demais são quase perfeitos, mas na realidade as três mulheres são extremamente infelizes. E as três têm uma razão em comum dessa infelicidade: seus maridos.
Julio, o marido de Vanessa, se meteu em negócios sujos que põem em risco a vida de Diego, seu filho de 9 anos, e a da mesma Vanessa. Lorenzo, o esposo de Jackie, é um homem controlador que a humilha e a agride, sem permitir que tenha uma vida própria. Por sua parte, Nicolás, o esposo de Katia, leva anos em uma depressão, com várias tentativas de suicídio destruindo com ele os sonhos de sua esposa de poder ter uma família.
Em um certo fim de semana, os casais vão em um lugar chamado Praia Coral. Os esposos vão ao seu tradicional passeio de iate. As esposas se despedem enquanto veem o iate se afastar. Não muito longe da doca, o iate de repente explode. Só ficam destroços na superfície. As três esposas são testemunhas da horrível cena paradas na doca. Rapidamente suas vidas dão uma volta dramática. Em segundos ficaram sem maridos, e tem que seguir com suas vidas sem eles... justo como planejaram. 
As autoridades conseguem localizar os corpos de Lorenzo e Nicolás, e declaram as respectivas esposas como viúvas. Porém não conseguiram encontrar o corpo de Júlio, pois na verdade ele conseguiu sobreviver ao acidente. A partir do ocorrido, as viúvas pensavam ter uma vida normal, tranquila e cheia de alegria, porém tudo se transforma em um redemoinho de emoções e desequilíbrio, pois a perda dos maridos lhe trouxeram mais problemas do que benefícios. Além disso, a polícia descobre que uma bomba foi o que fez explodir o iate e tem que encontrar o culpado.
Assim que Júlio reaparece, ele tenta refazer a sua vida com Vanessa. Porém ele se torna alvo de Irene Palazuelos, uma mulher ambiciosa que é dona de um laboratório que faz testes com humanos e que causou muitas mortes. Eles possuem, de certa forma uma ligação, pois a transportadora de Julio transportou vários desses corpos e ele tinha conhecimento dos segredos obscuros de Irene. Para destruir a Júlio, ela conta com a ajuda de Bruno Borgetti, o delegado da cidade e também seu amante.  
Por outro lado, Jackie se apaixona por Patricio, o policial que era encarregado de investigar o acidente do iate. Ela porém fica num conflito, pois jamais poderá revelar a ele quem realmente causou a explosão. Katia se torna vítima de Catalina, sua ex-sogra que a odeia profundamente, pois ela acredita que seu filho era infeliz no casamento e desconfia que Katia o matou. Para se vingar da nora, ela contrata Sandro para que a seduza e depois a deixe. 
Assim, entre o medo, a angústia e tratar de refazer suas vidas, estas três mulheres entram em um mundo desconhecido para elas; onde sua vida sempre corre perigo e onde os interesses econômicos de uns laboratórios as acusam até converter-se em uma ameaça de morte.

## Elenco
- Mayrín Villanueva - Vanessa Leal Riquelme Vda. de Zamora
- Alejandra Barros - Jacqueline "Jackie" Acosta Valente Vda. de Rivera
- Ximena Herrera - Katia Millán Salvatierra Vda. de Lombardo
- Arturo Peniche - Bruno Borgetti
- Diego Olivera - Patricio Bernal
- Alexis Ayala - Julio Zamora Aldama
- Leticia Calderón - Irene Palazuelos Mondragón
- Bruno Bichir - Zacarías Zaldívar
- Marcelo Córdoba - Eduardo Quijano "Edy"
- Mark Tacher - Nicolás Lombardo Suárez
- Francisco Gattorno - Lorenzo Rivera
- Lourdes Reyes - Rita Kuri
- Emmanuel Palomares - José Rivera
- Manuel Ojeda - Lic. Moreno
- Julieta Egurrola - Isabela Aldama Vda. de Zamora
- Lilia Aragón - Catalina Suárez Vda. de Lombardo
- Diego Escalona - Diego Zamora Leal
- Pedro Sicard - Arturo Castellanos
- Marco de Paula - Sandro
- Yolanda Ventura - Giovanna
- Isabella Camil - Miriam del Villar
- Jean Paul Leroux - Sebastián Lascuráin
- Lupita Lara - Tania Zaldívar
- Juan Ángel Esparza - Víctor Martínez / Víctor Palazuelos
- Iván Caraza - Esteban
- Paola Real - Danna Quijano
- Adanely Núñez - Rebeca
- Arlette Pacheco - Elisa Correa
- Ricardo Franco - Rico
- Maite Embil - Carmen Salinas
- Jonathan Kuri - Alberto Ramos
- Sandra Kai - Ximena
- Jony Hernández - Ramírez
- Michel Gregorio - Érick Kuri / Érick Borgetti Kuri
- Luis Uribe - Antonio Benítez
- Susana Jiménez - Natalia
- Marco Uriel - Benjamín
- Maricarmen Vela - Aurora Mondragón Vda. de Palazuelos
- Polly - Angélica
- Ofelia Guiza - Roberta
- Juan Sahagún - Tomás Aguirre Monasterio
- Iván Bronstein - Marcial Mendoza
- Tina Romero - Genoveva Vda. de Bernal
- Juan Carlos Casasola - Joel
- Eduardo Liñán - Lizárraga
- Bea Ranero - Bárbara
- Socorro Bonilla - Diretora do presídio
- Alejandro Aragón - Gustavo
- Sebastián Llapur - Andrés
- Luis Gatica - Fiscal
- Héctor Sáez - Juez
- Archie Lanfranco - Saúl

## Audiência
Em sua estreia segundo dados divulgado pela imprensa mexicana, marcou 20.5 (21) pontos, índices considerado razoável para emissora, que a partir da telenovela Lo Imperdonable entrou em queda. Em seu último capítulo marcou apenas 16 pontos, ficando abaixo da meta, que na época era de 24 pontos. Sua maior audiência foi no quarto capítulo, quando marcou 22.6 (23) pontos. Em sua média geral, finalizou com 16 pontos se tornado um mega fiasco, junto com  El Hotel de los Secretos e derrubando a audiência conquistada pela série Por Siempre Joan Sebastian.

## PremioTvyNovelas 2017
| Categoria                          | Indicados               | Resultados |
| ---------------------------------- | ----------------------- | ---------- |
| Melhor Série                       | Carlos Moreno Languillo | Venceu     |
| Melhor Atriz Protagonista de Série | Mayrín Villanueva       | Indicado   |
| Melhor Ator Protagonista de Série  | Diego Olivera           | Venceu     |

1. ↑  «Estreno de Mujeres de Negro 22 de agosto en Televisa». Tv y Espectaculos. 13 de junho de 2016. Consultado em 30 de julho de 2016. Arquivado do original em 18 de junho de 2016
2. ↑  «Carlos Moreno alista adaptación de Viudas Negras». Espectaculos e tiempo. 11 de abril de 2016. Consultado em 30 de julho de 2016. Arquivado do original em 16 de agosto de 2016
3. ↑  «Conoce a las tres protagonistas de Mujeres de negro, lo nuevo de Televisa». People en Español. 22 de junho de 2016. Consultado em 29 de julho de 2016
4. ↑  «Kimberly Dos Ramos nos habla de su debut en Televisa como villana de Vino el amor». People en Espanhol. 21 de junho de 2016. Consultado em 1 de julho de 2016
5. ↑  TIM, Televisa. «Acerca de Mujeres de Negro - Las Estrellas TV Producción». Las Estrellas TV Producción (em espanhol). Consultado em 3 de novembro de 2017. Arquivado do original em 7 de novembro de 2017